# 將軍之夜
《将军之夜》（英語：The Night of the Generals）是1967年的剧情片。叙述的是二战期间波兰首都华沙发生一件妓女丧命于房内的命案。有目击者看见凶手下楼梯时，裤子是纳粹将军穿的长裤，当时华沙城内有三位纳粹将军，情报军官格劳少校随即展开调查，查出是有精神病倾向的坦兹将军，格劳少校即决定逮捕将军，哪知逮捕前华沙遭空袭，将军竟拔出手枪击毙格劳，但最后接手案子的军官仍逮捕了将军。

## 演员表
- 彼得·奧圖 扮演 坦兹将军
- 奧馬·沙里夫 扮演 情报军官格劳少校
- 當奴·派辛斯 扮演 卡伦博格少将
- 查爾斯·葛雷 扮演 冯塞德里茨将军